# یوها هلین
یوها هلین (فنلاندی: Juha Helin؛ زادهٔ ۴ ژانویهٔ ۱۹۵۴) بازیکن فوتبال اهل فنلاند بود.
از باشگاه‌هایی که در آن بازی کرده‌است می‌توان به باشگاه فوتبال هاکا و باشگاه فوتبال رووانیمی پالوسئورا اشاره کرد.
وی همچنین در تیم ملی فوتبال فنلاند بازی کرده‌است.